# عقلية الحل (كتاب)
’’’عقلية الحل: مفاهيم قرآنية وخطوات عملية’’’ كتاب من تأليف الكاتب أحمد خليل خير الله صدر عن دار المعالي بالاسكندرية في مصر عام 2014م. الكتاب عبارة عن مقالات مجمعة تتناول طرق التفكير الايجابي لحل المشاكل اليومية.

## قالوا عن الكتاب:
- كتاب مهم يناقش قضايا مهمة، يخاطب الحائرين في عالم محير. معتز بالله عبد الفتاح
- عقلية الحل: كتاب صغير ومعانيه كبيرة، وصلني من الدكتور أحمد خليل خير الله، مفاهيم قرآنية في خطوات عملية، #نهضة. جاسم سلطان
- الناظر في طروحات كثير من المثقفين يجد أن الحديث عن هول المشكلات التي نعاني منها قد هيمن على كثير من كتاباتهم، لكت كتاب "عقلية الحل" كسر هذا الإتجاه ليركز غي استدعاء بديع للنصوص على بناء عقلية تبحث بشكل مكثف عن الحلول عوضا عن الاستغراق في اجترار الحديث عن المشكلات. عبد الكريم بكار
- في كل مقال من مقالات الكتاب والتي كتبت في فترات عصيبة مرت بها الأمة يستخدم الكاتب عقلية الحل للوصول إلى الحل، وعقلية الحل هنا متمسكة بثوابت معروفة من توجهه ولكنها لا تجعل من هذه الثوابت كوابح تحد من الحركة كما يفعل الكثيرون بل تحاول جعلها داينمو يساعد في الإنطلاق. أحمد خيري العمري
- كتاب عقلية الحل مادة عميقة بروح خفيفة وكتابة رشيقة تقفز بين الحدود دون تأشيرة دخول، يرسم لك الهدف ويحدد ياعة الوصول وما عليك إلا أن تنطلق. محمد سعد الأزهري